# Placca adriatica

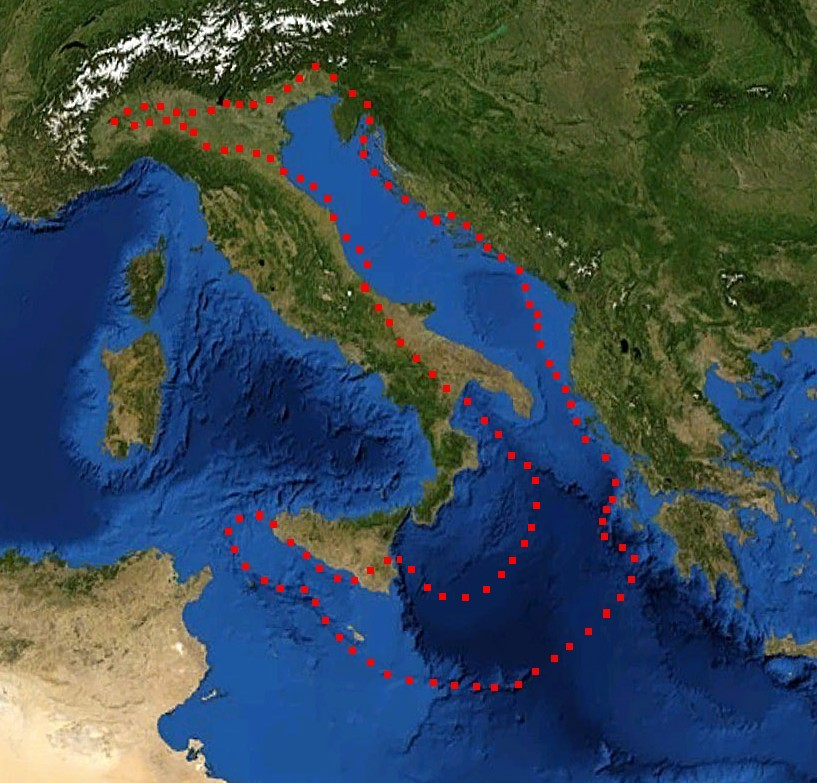
Estensione della placca adriatrica.
Il nome della placca adriatica è di solito utilizzato quando si fa riferimento alla parte settentrionale della placca africana.
La pressione verso nord esercitata dalla placca ha determinato il sollevamento dell'arco alpino.
Il limite occidentale della placca adriatica, si sposta attualmente di circa 40 mm all'anno verso est comportando un graduale restringimento del mare Adriatico.

La placca adriatica o placca Apula è una placca litosferica minore, parte della placca euroasiatica indeformata.
Comprende il mar Ionio settentrionale, il mare Adriatico, il settore settentrionale ed orientale della penisola italiana, le Alpi meridionali e orientali. Il nome è di solito adoperato riferendosi al settore settentrionale, deformato durante l'orogenesi alpina.
È a contatto con la placca euroasiatica, la placca africana e la placca egea, tramite una zona di subduzione nello Ionio settentrionale, zone di collisione continentale e faglie nelle Alpi dinariche, negli Appennini e nelle Alpi (Linea insubrica). Si ritiene che la placca adriatica si stia tuttora muovendo in modo indipendente dalla placca euroasiatica in direzione NNE, con una piccola componente di rotazione antioraria.
Composta principalmente da crosta continentale, si è separata dalla placca africana lungo una faglia trasforme durante il Cretacico, ed è entrata in collisione con la placca euroasiatica durante l'orogenesi Alpina, formando le catene delle Alpi e degli Appennini, e provocando fenomeni magmatici nell'Italia meridionale e nel Tirreno.
La crosta oceanica della placca africana è in subduzione al di sotto della placca adriatica al largo delle coste meridionali ed occidentali della penisola italiana, creando un prisma sedimentario che si innalza dal fondale marino e prosegue sulla terraferma.
Insolitamente, pare che anche la crosta oceanica eurasiatica sia stata subdotta in qualche modo al di sotto della placca adriatica,
oltre ad aver subito deformazione. Le rocce sedimentarie mesozoiche deposte su questa placca comprendono i calcari formanti le Alpi meridionali.